# Quota periscopio (film)
Quota periscopio ! (Up Periscope) è un film di guerra del 1959, diretto da Gordon Douglas e interpretato da James Garner.

## Trama
1942. Durante la Seconda guerra mondiale, al sottotenente di Marina Braden, guastatore subacqueo (frogman), viene dato l'ordine di raggiungere la base di Pearl Harbor, per svolgere una importante missione: dovrà imbarcarsi in un sommergibile per raggiungere Kosrae, una base della Marina giapponese,  infiltrarsi e impadronirsi del cifrario segreto della flotta nemica.

Durante il lungo viaggio di avvicinamento, il sommergibile viene più volte attaccato dai giapponesi. Nonostante alcune perdite e vari danni subiti, l'obiettivo viene raggiunto. Una volta penetrati nella baia nemica, indossando l'attrezzatura subacquea, il guastatore esce dal sommergibile in immersione e si infiltra  nella base giapponese. Aiutato dalla fortuna, riesce a portare a termine la missione: adesso la cosa più difficile è ritornare al sommergibile.

Il comandante del sommergibile,  infrangendo le regole di sicurezza e mettendo a rischio l'intero equipaggio, ha aspettato il ritorno del frogman, restando nascosto sul fondo della baia nemica.